# 史学元虚构
史学元虚构（英語：Historiographic metafiction），是加拿大文学理论家琳达·哈琴在20世纪80年代末提出的一个概念。它结合了三个领域：虚构、历史和理论。

## 概念
该术语用于描述将元虚构的文学手法与历史虚构相结合的虚构作品。被视为史学元虚构的作品也因频繁引用其他艺术、历史和文学文本（即互文性）而脱颖而出，以显示文学和史学作品对话语历史的依赖程度。
虽然哈琴说史学元虚构并不是历史小说的另一种提法，但也有学者（如莫妮卡·弗拉德尔尼克）认为它们本质是一回事，史学元虚构只是历史虚构作品在二十世纪后期的升级版本，因为它接受了二十世纪小说和历史题材的概念化。
这个词与后现代主义文学——尤其是小说紧密相连。根据哈琴的说法，在“后现代主义诗学”中，史学元虚构作品“广为人知、广受欢迎，它们既具有鲜明的自我反映特性，同时又悖论式的声称自己是历史事件和真实人物的再现”。这一点在史学元小说模仿的体裁中得到了证明，这些体裁被使用而且“滥用”，因此每一次模仿（以使那些体裁成为问题的方式）都构成了一种批判。这一过程也被称为“颠覆”，目的是揭露被压抑的历史，以便重新定义现实和真理。

## 例子
经常被描述为史学元虚构作品包括：威廉·莎士比亚的泰爾親王佩利克爾斯（约1608年）、约翰·福尔斯的《法国中尉的女人》（1969年）、E·L·多克托罗的《拉格泰姆时代》（1975年）、威廉·肯尼迪的《腿》（1975年）、萨尔曼·拉什迪的《午夜之子》（1981年）、沙希·塔鲁尔的《伟大的印度小说》（1989年），A·S·拜厄特的《隱之书》（1990年）、迈克尔·翁达杰的《英国病人》（1992年）、托马斯·品钦的《梅森和迪克逊》（1997年）以及其他许多作品。库尔特·冯内古特的《五号屠场》（1969年）试图一方面表现第二次世界大战中实际发生的历史事件，同时质疑这么做的理念是否合理，因此采用了元小说的雅努斯式双面视角。文学评论家布兰·尼科尔认为冯内古特的小说与罗伯特·库弗、约翰·巴思和弗拉基米尔·纳博科夫的作品相比，“元小说有更直接的政治优势”。

### 引用论著
- "Historiographic Metafiction: 'The Pastime of Past time'" （页面存档备份，存于） from Fu Jen Catholic University
- Hutcheon, Linda: Historiographic Metafiction. Parody and the Intertextuality of History （页面存档备份，存于）
- Hutcheon, Linda. A Poetics of Postmodernism: History, Theory, Fiction. New York: 1988.
- Kotte, Christina: Ethical Dimensions in British Historiographic Metafiction: Julian Barnes, Graham Swift, Penelope Lively. Trier: 2002, (Studies in English Literary and Cultural History, 2), ISBN 3-88476-486-1.